# Rogašovci
Rogašovci (mađarski: Szarvaslak, prekomurski: Rotgašovci) je naselje i središte istoimene općine u sjevernoj Sloveniji. Rogašovci se nalaze u sjevernome djelu Prekomurja u blizini granice s Austrijom.

## Stanovištvo
Prema popisu stanovništva iz 2002. godine Rogašovci su imali 278 stanovnika.

## Vanjske poveznice
- Satelitska snimka naselja, plan naselja  Arhivirana inačica izvorne stranice od 29. srpnja 2017. (Wayback Machine)